# Santa Maria de Gallecs
Santa Maria de Gallecs és una església de Mollet del Vallès (Vallès Oriental), situada al mig del paratge protegit com a parc rural de Gallecs. Està inclosa en l'Inventari del Patrimoni Arquitectònic de Catalunya i protegida com a Bé cultural d'interès local.

## Descripció
És un edifici romànic tardà del segle xii, i que posteriorment ha estat renovat al segle xiv. Presenta vestigis d'una anterior edificació preromànica. Està construïda amb planta de creu llatina i una sola nau. L'absis és quadrat i orientat a llevant. Al mig de l'absis es pot veure una finestra de mig punt i doble esqueixada, bastant elevada. El transsepte te dos braços curts que s'obren a la nau, lleugerament apuntada, mitjançant arcs torals de pedra que queden tallats per l'arc triomfal. Al extrems de cada braç hi ha una finestra de doble esqueixada.

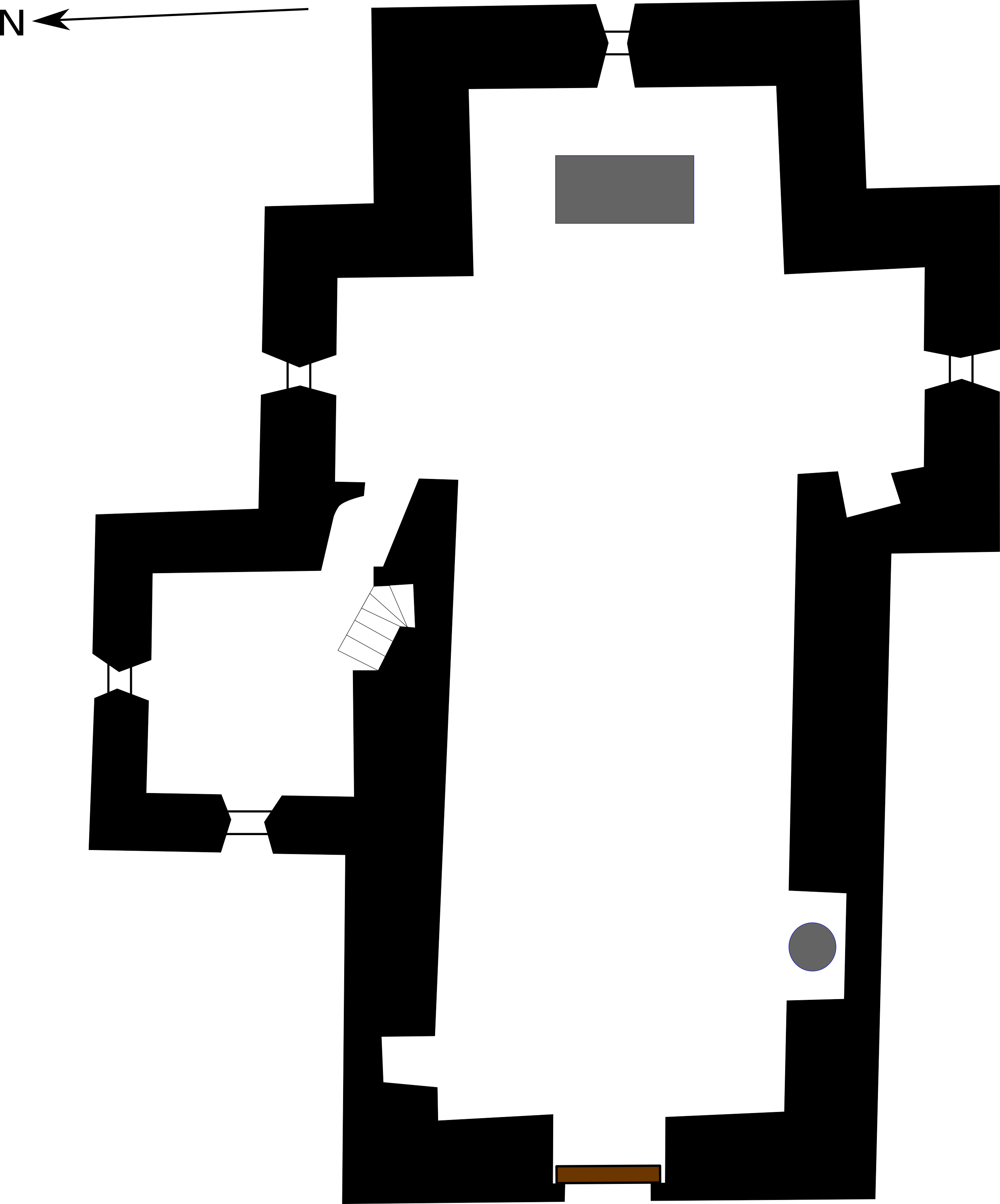
Planta actual de l'església de Santa Maria de Gallecs

Posteriorment, ja que el tipus d'edificació així es veu, s'afegí la sagristia al costat nord. Sobre l'arc triomfal s'alça el campanar de cadireta amb dos ulls, que va ser restaurat els anys 1967/68.
Al temple, que encara fa cult en mode de sufragània de Sant Vicenç de Mollet hi ha una imatge de Santa Maria policromada i un sagrari, també policromat.
Dels murs destaca la pedra vermellosa, posada de forma regular. Les pedres, no gairebé tallades eren del conglomerat i gres i pedra calcària. També es van afegir granodiorita, conglomerat i travertí. La porta d'accés, situada al mur oest és de construcció més moderna, per fora presenta una obertura amb remat rodò, mentre que interiorment és més alt i apuntat. La porta original es trobava al mur de migdia, en l'arc en que s'allotja actualment una pica baptismal de pedra, procedent d'una masia propera.
A l'interior de l'església hi havia cinc altars, un cor construit de fusta al qual s'accedia per una escala de fusta a tocar del mur nord. Hi tenia un harmònium i un "rotllo". una pedra rodona amb campanetes que es feia girar.
L'església estava pintada interiorment, i durant la guerra mundial, una pintora exilada que va recalar amb el seu marit a Gallecs, a Can Jornet i a Can Magre, va fer a l'àbsis de l'església unes pintures murals que ocupaven tot el seu interior i l'arc triomfal. Es deia Andrée Gavens-Chevrillon.
Durant la rehabilitació que va tenir lloc entre els anys 1965 i 1969 es van trobar restes de fragments de diferents paviments que ha tingut el temple. En el presbiteri es van trobar restes de paviment paleocristià dels segles V o VI. Al costat dret de la porta es troben restes de paviment datats entre els segles vi i vii. Finalment en el presbiteri i en alguns punts propers al mur nord es poden contemplar fragments d'època medieval (segles xiii i xiv).
Aquesta profunda rehabilitació va canviar molt la fesomia de l'església, ja que es va treure l'afegit de la façana oest ondulat per un remat recte paral·lel a la teulada, es va treure la rectoria, que estava afegida al transsepte sud, es van treure els nínxols que tenia l'església a davant de la porta per deixar-los a nivell de terra en lloc protegit al pas. Però la més significativa va ser treure el campanar fet al segle xviii i deixar una espadanya amb dos ulls.

## Història
El lloc de Gallecs s'esmenta per primera vegada en la consagració de l'esglèsia de Sant Esteve de Parets pel bisbe Eimeric l'any 904. A finals del segle X també apareix en el cartulari del monestir de Sant Cugat i també a les butlles papals del segle xi.
L'església de Santa Maria va ser consagrada l'any 1007. Apareix esmentada com a parròquia en un testament l'any 1089 en què Umbert, fill de Gerbert, en que va deixar totes les seves pertenències "in parroquia S. Marie de Galex".
Des de 1385, els pobles de Gallecs, Mollet i Parets formaven part d'un mateix municipi. Gallecs va perdre pes demogràfic, motiu pel qual ve perdre autonomia parroquial.
En 1499 es converteix en sufragània de Sant Genís de Plegamans, ja que durant tot el segle xv no va tenir capellà fix i havien d'oferir el culte capellans de les parròquies veïnes, degut a la precarietat dels seus ingressos.
A la visita pastoral que es va fer l'any 1508 es diu que el campanar constava de dues campanes majors i dues menors.
La sagristia va ser construïda l'any 1736. Podria ser que a més se fes el remat ondulat de la façana oest (porta actual) que tenia com ornament una creu de pedra i la remodelació del campanar, que va adoptar una forma quadrada annexada a l'espadanya, i al qual s'accedia a travers d'una escala a la sagristia.
Al segle xviii va tornar a tenir rector propi, ja que els habitants de Gallecs van tenir problemes amb el rector i els habitants de Plegamans. A finals del segle xix es va annexionar a Sant Vicenç de Mollet, de la qual depèn actualment.
El 22 de juliol de 1936 es van cremar tots els mobiliaris i el cor de fusta de l'església. El crist donat per la família Salvi va ser enterrat perquè no acabés de la mateixa manera, com tota l'orfebreria, que va ser repartida pel rector Mn. Salvador Camps per totes les masies de Gallecs. Posteriorment van ser retornades i traslladades a Mollet.
Sent rector de Enric Dies i Palou es va fer una restauració molt important de l'església per retornar-la al seu estil romànic. Per a tal fí van venit tècnics del Servei de Catalogació i Conservació de Monuments de la Diputació de Barcelona per aixecar el plànols de planta i mobiliari de l'esglèsia i posteriorment l'excavació a càrrec de l'arqueoleg Marià Ribas. La restauració va recaure en l'arquitecte Camil Pallàs al front d'un grup de joves de Gallecs i diverses empreses.
Se celebren mises tots els primers diumenges de mes, excepte al Juliol, que ho fa per la festa major de Gallecs. Durant la resta de dies l'esglèsia romàn tancada.